# Johannes Fink (General)
Johannes Fink (* 28. März 1895 in Pfullingen; † 1. Juni 1981 ebenda) war ein deutscher General der Flieger im Zweiten Weltkrieg.

## Militärischer Werdegang
Fink trat am 30. Juni 1914 als Offiziersanwärter in das 9. Württembergische Infanterie-Regiment Nr. 127 ein. Mit dem Regiment kam er bei Ausbruch des Ersten Weltkriegs an der Westfront zum Einsatz und wurde im September 1914 verwundet. Nach einem Lazarettaufenthalt erhielt er am 30. Oktober die Ernennung zum Fähnrich sowie am 24. Dezember 1914 die Beförderung zum Leutnant. Ab 4. April 1915 kam er als Zugführer in seinem alten Regiment wieder an die Front und wurde am 18. Juli 1915 Kompaniechef. Am 19. September 1915 ernannte man Fink zum Bataillonsadjutanten. Seit 29. Januar 1918 war er als Regimentsadjutant im Einsatz und wurde als solcher am 18. Oktober 1918 zum Oberleutnant befördert.
In der Reichswehr hatte er verschiedene Verwendungen u. a. als Nachrichtenoffizier im Infanterieregiment 13, bevor er 1926 bis 1931 zum Flugzeugführer ausgebildet und dann in der Wehrmacht in die Luftwaffe übernommen wurde.
Bei Kriegsbeginn 1939 war Fink Oberst und Kommodore des Kampfgeschwaders 2. Am 1. Oktober 1940 wurde er Generalmajor und wechselte als General der Kampfflieger ins Oberkommando der Luftwaffe. Am 1. Oktober 1942 zum Generalleutnant befördert, übernahm Fink im November das Kommando über die 2. Fliegerdivision. Am 1. April 1944 wurde er General der Flieger, nachdem er schon am 10. Februar 1944 zum Kommandierenden General der Deutschen Luftwaffe in Griechenland ernannt worden war. Von Dezember 1944 bis Anfang Februar 1945 befehligte Fink das II. Fliegerkorps und war vertretungsweise für einige Tage auch Oberbefehlshaber der Luftflotte 1.
Fink befand sich in der Führerreserve, als er am 21. April 1945 bei Heggbach/Baden in französische Kriegsgefangenschaft geriet. Die Franzosen überstellten ihn an die Engländer, so dass er vom 30. April 1945 an im englischen Generalslager Trent Park gefangen gehalten wurde. 1948 wurde er entlassen.

## Auszeichnungen
- Eisernes Kreuz (1914) II. und I. Klasse[1]
- Ritterkreuz des Württembergischen Militärverdienstorden am 4. Januar 1918[1]
- Verwundetenabzeichen (1918) in Schwarz[1]
- Ritterkreuz des Eisernen Kreuzes am 20. Juni 1940[2]
- Deutsches Kreuz in Gold am 1. Oktober 1944[2]